# Jambaló (kommun)
Jambaló är en kommun i Colombia.   Den ligger i departementet Cauca, i den västra delen av landet, 300 km sydväst om huvudstaden Bogotá. Antalet invånare är 14 625. Arean är 254 kvadratkilometer.
Terrängen i Jambaló är bergig åt sydväst, men åt nordost är den kuperad.